# Глангали (язык)
Глангали (Gṛangalɩ) — индоевропейский язык, относящийся к дардской ветви индоиранской ветви индоевропейской языковой семьи. Впервые описан советским лингвистом А. Л. Грюнбергом. Глангали ближе всего к языкам шумашти (63 %) и гавар (42 %).

## Распространение
Носители глангали проживают в селении Глангал провинции Кунар Афганистана. В 1970-х годах в Глангале проживало около 50 семей, многие члены которых уже не говорили на глангали.

## Общая характеристика языка
8 гласных и 36 согласных. Силовое ударение падает на последний слог. Флективный язык со множеством элементов аналитизма. Части речи: существительные, прилагательные, местоимения, числительные, глаголы, наречия, послелоги, союзы, частицы.
Язык номинативно-эргативного строя. Порядок слов в простом предложении — SOV.